# 竜星戦 (韓国)
竜星戦（りゅうせいせん、용성전）は、韓国の囲碁の棋戦。2018年に創設。
- 主催 韓国棋院
- 後援 囲碁・将棋チャンネル
- 優勝賞金 3000万ウォン（準優勝1200万ウォン）

韓国では「Baduk TV」で放送、日本では「囲碁・将棋チャンネル」で隔週月曜夕方に放送。

## 方式
- 第1回は予選勝抜き者32名のトーナメントで行われ、決勝は三番勝負。第2回からはシード5名と予選勝抜き者27名の計32名が出場。
- 持時間は第4期までは各20分、第5期からは各30分、フィッシャー方式で1手20秒ずつ加算。
- コミは6目半

## 歴代優勝者と決勝戦
- 第1期 2018年 金志錫 2-1 姜東潤
- 第2期 2019年 朴廷桓 2-0 申真諝
- 第3期 2020年 申真諝 2-0 朴廷桓
- 第4期 2021年 申真諝 2-1 朴廷桓
- 第5期 2022年 申真諝 2-0 姜東潤
- 第6期 2023年 申真諝 2-0 朴鍵昊

## 過去の結果

### 第1期(2018年)
- 準々決勝 姜東潤 - 朴廷桓、李志賢 - 崔精、金志錫 - 李映九、卞相壹 - 鄭誓俊
- 準決勝 姜東潤 - 卞相壹、金志錫 - 李志賢
- 決勝戦 金志錫 2-1 姜東潤

### 第2期(2019年)
- 準々決勝 申眞諝 - 申旻埈、朴永訓 - 李東勲、朴廷桓 - 羅玄、金志錫 - 李世乭
- 準決勝 申眞諝 - 朴永訓、朴廷桓 - 金志錫
- 決勝戦 朴廷桓 2-0 申眞諝

### 第3期(2020年)
- 準々決勝 申眞諝 - 尹燦熙、申旻埈 - 韓昇周、朴廷桓 - 金承俊、李東勲 - 韓熊熙
- 準決勝 申眞諝 - 申旻埈、朴廷桓 - 李東勲
- 決勝戦 申眞諝 2-0 朴廷桓

### 第4期(2021年)
- 準々決勝 申眞諝 - 朴珉奎、韓雄奎 - 李昌錫、朴廷桓 - 朴常鎭、洪茂鎭 - 崔哲瀚
- 準決勝 申眞諝 - 韓雄奎、朴廷桓 - 洪茂鎭
- 決勝戦 申眞諝 2-1 朴廷桓

### 第5期(2022年)
- 準々決勝 申眞諝 - 沈載益、金明訓 - 元晟溱、姜東潤 - 金志錫、洪茂鎭 - 朴永龍
- 準決勝 申眞諝 - 金明訓、姜東潤 - 洪茂鎭
- 決勝戦 申眞諝 2-0 姜東潤